# Pomera comuna
|  | Aquest article tracta sobre l'arbre fruiter. Si cerqueu el gènere botànic, vegeu «pomera». |

La pomera comuna (Malus domestica), o simplement la pomera, és una espècie de planta del gènere Malus (el gènere de les pomeres) i és l'espècie de pomera més cultivada a tot el món.
L'any 2005 com a mínim es van produir, a tot el món, 55 milions de tones amb un valor de 10.000 milions de dòlars. La República Popular de la Xina va ser el principal productor seguit de l'Estat Units, l'Iran,i Turquia, Rússia, Itàlia i Índia. L'origen d'aquesta espècie sembla estar al Caucas i les vores de la mar Càspia, el centre de diversitat del gènere Malus és a Turquia. Actualment n'existeixen i se'n creen moltes varietats.
És un arbre caducifoli de mida mitjana d'uns 12 metres d'alçada però en conreu és molt més baix, sovint menys de dos metres per tal de facilitar-ne el cultiu i especialment la recol·lecció del fruit. En estat natural (sense esporgar) presenta la capçada arrodonida o oberta amb nombroses branques gairebé horitzontals. Les fulles són de forma ovada, dentades a les vores i de color glauc amb el revers de la fulla pubescent.

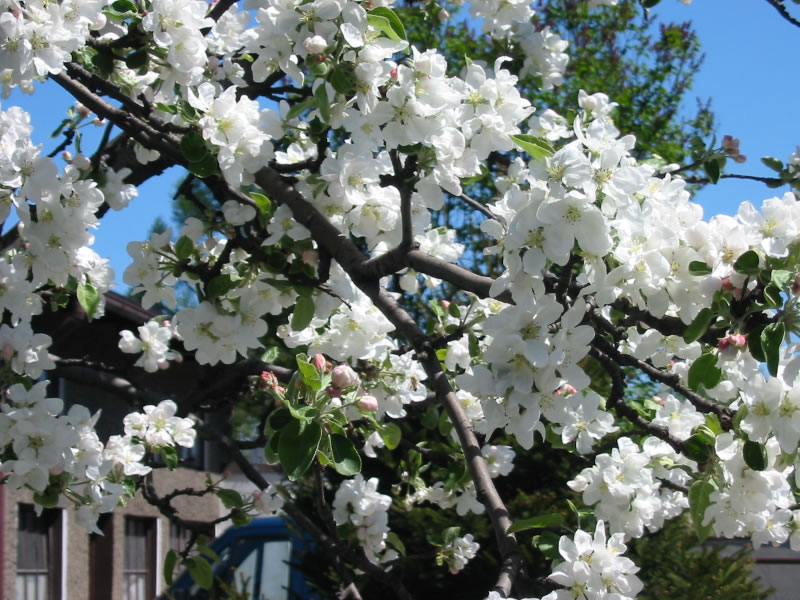
Pomera en flor.

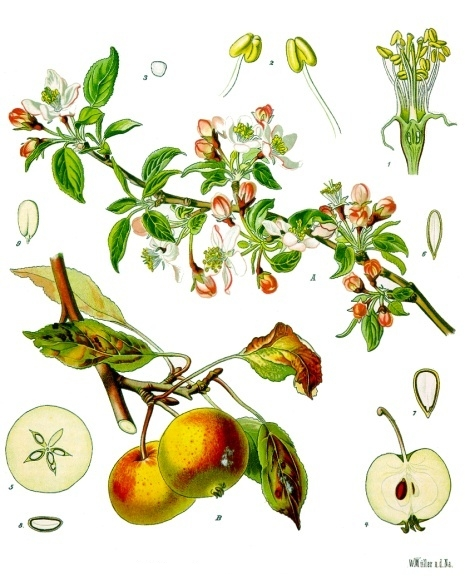
Flors fruit i fulles de la pomera comuna

Les flors, hermafrodites, tenen una corona 5 pètals blancs, arrodonits sovint amb betes vermelles o rosades, amb peduncle. El calze té cinc sèpals i amb nombrosos estams. Les flors formen agrupacions en corimbes. Floreix a principi de primavera i els fruits, les pomes maduren a principi de la tardor (n'hi ha varietats que maduren l'estiu). La pomera comuna silvestre té la pell del seu fruit de color groguenc i el gust més agre.

## Genètica

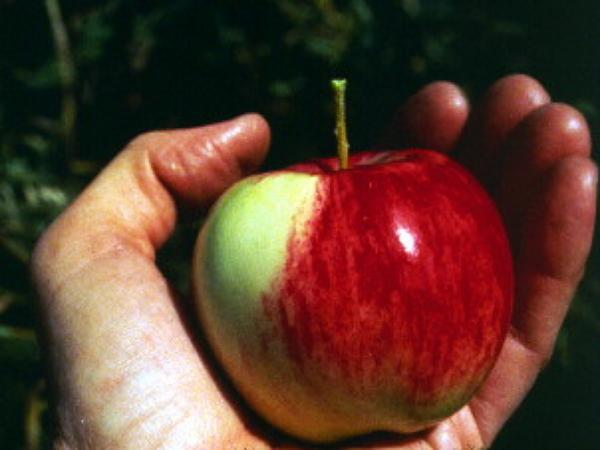
Pomera silvestre Malus sieversii al Kazakhstan

Entre els progenitors de la pomera comuna Malus domestica es troben les espècies silvestres Malus sieversii M.Roem., de les muntanyes de l'Àsia central, al sud del Kazakhstan, Kirguizstan, Tadjikistan i Xinjiang (Xina). Amb aquesta espècie es treballa per crear varietats de pomera comuna més resistents a plagues i malalties i la tolerància al fred. També es creu, però no és tan segur, que les espècies Malus baccata i Malus sylvestris podrien haver intervingut en la formació de la pomera comuna.
El 2010, un consorci italià va anunciar que havia descodificat el genoma complet de la pomera comuna (del cultivar Golden delicious). Té uns 57.000 gens, el nombre més alt entre qualsevol planta estudiada fins ara i més que els 30.000 gens del genoma humà.

### Cultiu

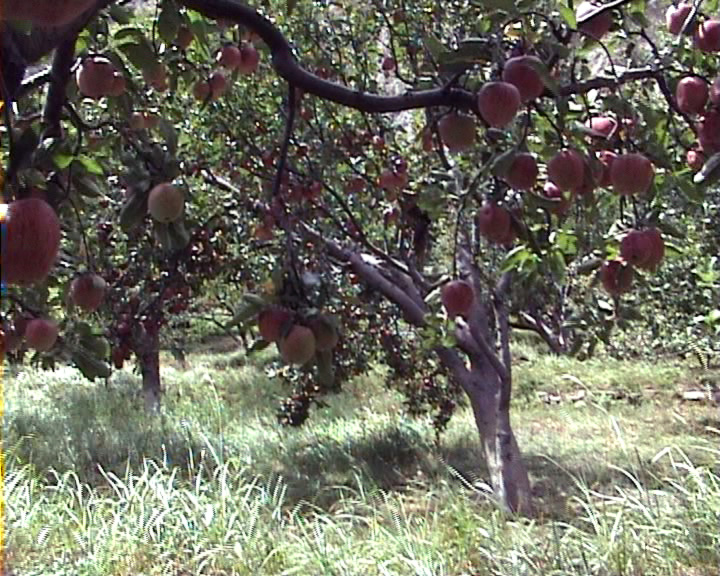
Cultiu de pomeres comunes al Nepal

La pomera es pot cultivar en climes temperats com que és un dels fruiters adaptats a zones relativament fredes i d'estiu poc càlid però les pomes de calibre més gros s'obtenen en zones d'estiu càlid i en regadiu (com el de la Terra Ferma (ponent de Catalunya). Es planten durant el període del repòs de la saba. Es multipliquen generalment per empelt o esqueix com que la majoria de les varietats són autoincompatibles. Les llavors doncs difícilment reprodueixen les característiques de la pomera d'on provenen.
La pomera requereix que es faci una aclarida dels fruits quan aquests tenen la mida d'una avellana, deixant el de la part central del corimbe. Presenten el fenomen de la contranyada o alternança de producció, si un any no s'aclareixen els fruits, l'any següent la producció serà molt baixa.
La pol·linització és per insectes (entomòfila), per això si es produeix un període de pluges continuades durant la florida la producció de pomes pot davallar molt.
Els vergers de pomeres es formen generalment amb plantes adquirides en un viver empeltades en els patrons adequats, molts d'ells formen plantes poc vigoroses, de mida molt petita i de ràpida entrada en producció. Les formes amb les que es cultiven les pomeres són les anomenades obligades (palmeta, bandera, fus, etc.) que permeten una gran densitat de plantes per hectàrea i tenen molts avantatges pel cultiu (sobretot facilitat pels tractament fitoparasitaris i de recollida del fruit). Aquestes plantes empeltades tenen una vida molt curta (d'uns 20 anys) que contrasta amb les pomeres originades per llavors que poden viure al voltant de cent anys però que poden trigar més de 10 anys a entrar en producció.

## Plagues i malalties

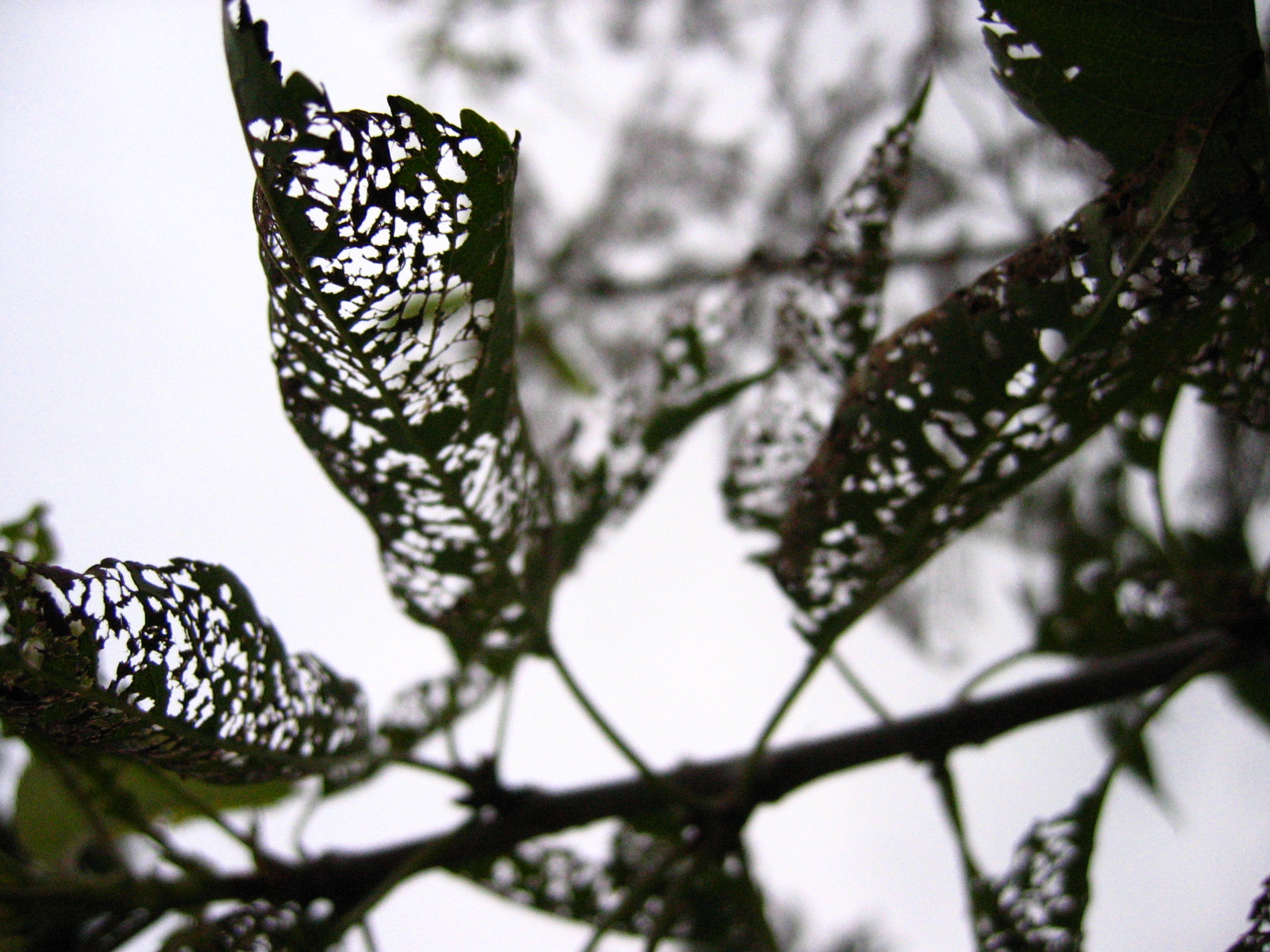
Fulles de pomera amb danys significatius per insectes

Les pomeres comunes són susceptibles a l'atac de nombrosos tipus de fongs i bacteris a més de plagues d'insectes.
- Mildiu: fong caracteritzat per les taques grises pulverulentes a les fulles, brots i flors

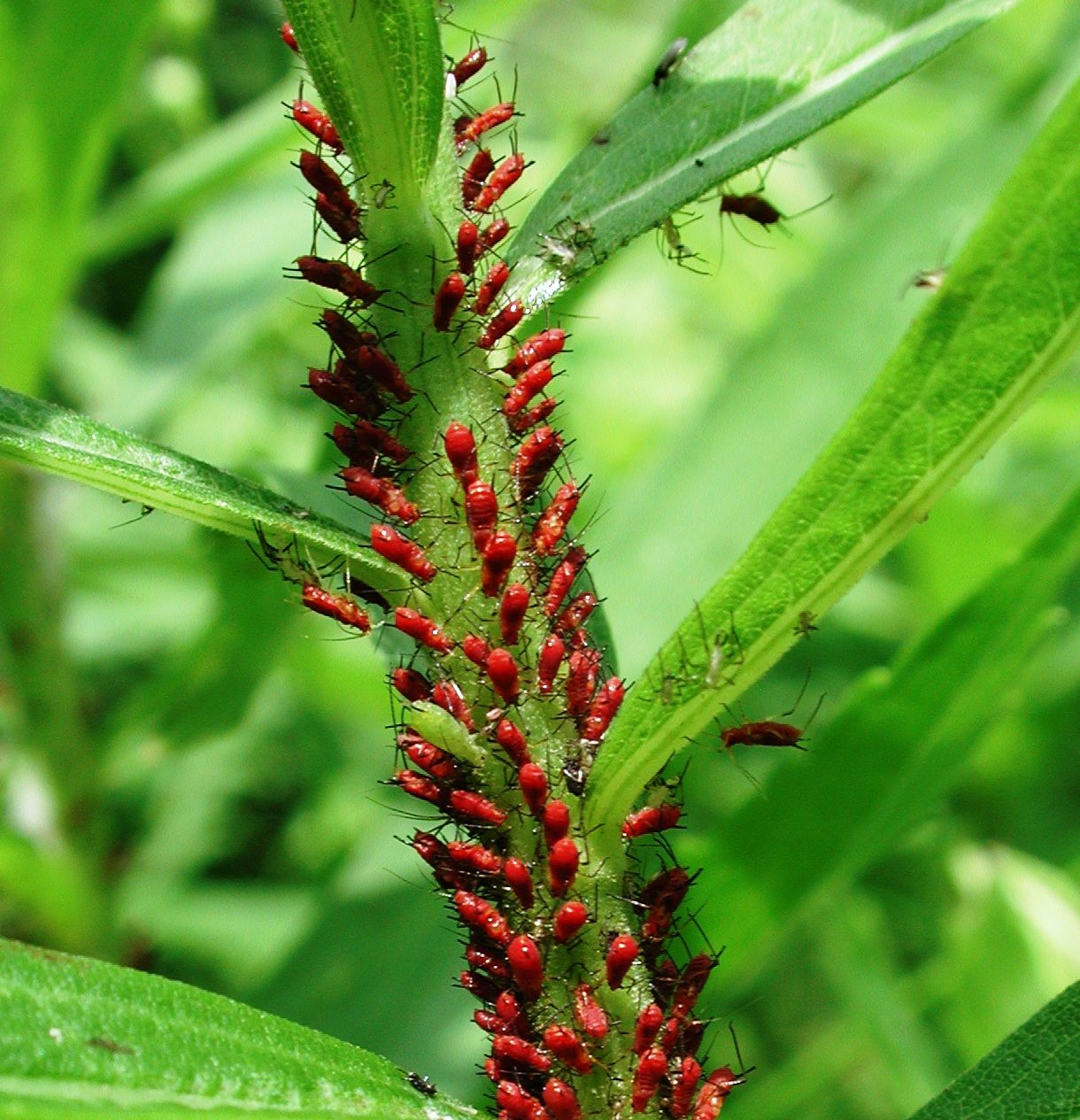
Àfids en la pomera

- Àfids: normalment anomenats pugons. Diverses espècies ataquen les pomeres, són vectors d'altres malalties i redueixen el vigor dels arbres.[5]
- Mal del foc bacterià

Altres:
- Pseudococcus viburni
- Edwarsiana crataegui
- Cydia pomonella
- Corc de les flors de la pomera
- Lepidosaphes ulmi
- Eriosoma lanigerum

### Conreu a la península Ibèrica
Les majors zones de producció de pomes de la península són a Catalunya principalment a les comarques del pla de Lleida. Les pomes de ponent es cultiven sota la denominació Poma de Lleida, indicatiu de qualitat del tipus Productes de la Terra. També es conrea amb menys importància, a Girona. La Poma de Girona està registrada com una Indicació Geogràfica Protegida de la Unió Europea.
A Espanya el pomer ocupa el segon lloc, en la producció de fruita, després del presseguer, amb una superfície de 52000 hectàrees. Altres zones de gran importància són Astúries i el País Basc, on també és utilitzada per fer la sidra, beguda típica del nord d'Espanya que s'obté per la fermentació del suc de pomes.

## Fusta
La pomera comuna s'aprofita principalment per a obtenir pomes comestibles o pomes més adequades per a fer sidra. Però també és útil la fusta de la pomera, tradicionalment emprada per a diverses funcions.

### Aplicacions com a material resistent
La fusta de la pomera és densa i pesant (densitat de 0,7 g/cm3 o superior, un cop seca), resistent i tenaç. Admet bé la talla i pot polir-se amb bons resultats. Es pot aplicar en fusteria i ebenisteria, tenint en compte que es deforma i clivella amb facilitat. Es tracta d'una fusta valuosa i preuada, gairebé tan bona com la de la perera. Quan es talla o serra emet un perfum agradable i no provoca al·lèrgies ni irritacions (com algunes fustes tropicals).
- Un dels usos tradicionals era en la fabricació de cargols i engranatges tallats a partir d'una peça massissa.[10][11][12]
- Una altra aplicació era la fabricació de planxes per al tintat d'indianes.[13][14]
- Molt preuada en torneria,[15][16] talla,[17][18][19] gravat, instruments de música,[20][21] estris de dibuix i peces similars.[22]
  - En ebenisteria era tradicional el seu ús un cop tintada, per a substituir fustes més cares i exòtiques com el banús o similars.

En general, és millor la fusta de les pomeres silvestres que la de les empeltades per l'home.

### Llenya
La llenya de pomera és de gran qualitat i molt aromàtica. Crema de forma lenta.
- La llenya de pomera, en forma de buscalls o encenalls, és molt preuada per a fumar tota mena d'aliments. Proporcionant un perfum i un sabor característics, molt agradables per a moltes persones.[27][28]

## Varietats
Hi ha més de 7.500 cultivars de pomera comuna. En pomera hi ha una constant creació de noves varietats, algunes deixen d'utilitzar-se i se n'adopten de noves. Es poden agrupar les varietats pel color de la pell del fruit en vermelles (per exemple Starking) i grogues (del nombrós grup Golden) 

Pomes de diferents varietats

En les moltíssimeses varietats de pomeres comunes, es distingeixen alguns grups majors:
- Grup Golden: de pell groga, inclou varietats com Golden delicious, Golden suprema, Golden reinders, Smoothee, i altres.
- Grup Vermelles americanes: inclou varietats de pell més o menys intensament pigmentada en color vermell. La més coneguda ha estat la Starking delicious, però ara ja està pràcticament desapareguda. Altres varietats (molt més cultivades i que sovint s'anomenen també -erròniament- Starking) són Red chief, Early red one, Oregon, etc.
- Grup Gales: són varietats bicolors, què combinen el groc i el vermell. Actualment les de més color vermell reemplacen els altres, malgrat que el color de la pell no té cap relació amb la qualitat organolèptica. En aquest grup cal citar Royal Gala, Mondial Gala, Galaxia, i altres més noves com Brookfield o Buckeye.
- Grup Fuji: varietats molt tardanes, què tenen un fruit amb un color vermell apagat tirant a bru, però que tenen bon gust, duresa i bona conservació. La majoria de varietats es diuen Fuji, seguides d'un número que la distingeix de les altres.
- Grup Granny: varietats de pell verda i gust molt àcid. La més coneguda aquí és la Granny Smith, però també destaca la Concorde per la seva qualitat.

La cultura és sotmesa a moviments de moda i igualment a les exigències del comerç, que per la facilitat cerca varietats que es conserven bé i que no sempre cerca la qualitat organolèptica. Tot i això, hi ha un moviment per a conservar «varietats velles», passades de mode, com per exemple la Poma roja de Beneixama i moltes altres.

### Rècords
El llibre Guinness dels Rècords Mundials informa que la poma més pesant coneguda era una que pesava 1,849 kg i va ser cultivada a Hirosaki, Japó l'any 2005.

## La pomera en els autors clàssics
Els autors de llibres d'agricultura de l'època clàssica escrigueren sobre les pomeres, el seu conreu, els empelts adequats i altres temes relacionats.
- Teofrast (372 aC-287 aC). De historia plantarum[30]
- Cató fou el primer agrònom romà que va escriure sobre les pomeres en la seva obra De Agri Cultura.[31]
  - Empeltar les pomeres.[32]

| « | XLI. — Vitis insitio, pirorumque et malorum, quali modo fiat. Vitis insitio una est per ver, altera est cum uva floret, ea optima est. Pirorum ac malorum insitio per ver, et per solstitium dice quinquaginta, et per vindemiam. Oleae et ficorum insitio est per ver. | » |
| — XLI. Manera d'empeltar la vinya, la perera i la pomera. La vinya pot empeltar-se en primavera o quan floreix. Aquesta darrera opció és millor. Les pereres i les pomeres s'empelten en primavera, durant cinquanta dies del solstici i per la verema. Les oliveres i les figueres s'empelten en primavera. , De Agri Cultura. Marc Porci Cató Censorí. | |   |

- Marcus Terentius Varro, designat habitualment com Varró, en la seva obra “Rerum rusticarum” parlà de les pomeres.

- Lucius Junius Moderatus Columella, més conegut com a Columel·la, tractà de les pomeres de diverses maneres.[33]
  - Una mostra dels refinaments romans en el menjar és el formatge perfumat amb fum de fusta de morera, elogiat per Columel·la.[33]

- Cap al segle IV (c. 395 dC) Rutilius Taurus Aemilianus Palladius, conegut com a Pal·ladi, escrigué sobre les pomeres en la seva obra d'Agricultura.[34][35]
  - Ferrer Sayol va traduir el tractat de Pal·ladi al català i al castellà.[36]

- Plini el Vell en l'obra Naturalis historia parla de trenta espècies de pomeres.[37]

- Cassianus Bassus Scholasticus. Geoponica.[38]

### Autors posteriors
- Ibn al-Awwam
- 1513. Alonso de Herrera. “Obra de agricultura copilada de diuersos autores”. Capítol XXXI: De los manzanos.[39]
- 1613. Llibre dels secrets de agricultura, casa rustica y pastoril.[40]

## Literatura, mites, religions i anècdotes
Les pomes i les pomeres estan profusament representades en tota mena d'obres purament literàries. A vegades com un simple recurs. En altres ocasions evocant un jardí idíl·lic o formant part d'una trama. Moltes obres escrites expliquen mites i llegendes, contes o biografies de personatges relacionades amb les pomes o les pomeres.

### Antic Testament
Les referències més antigues a les pomes es troben en alguns llibres de l'Antic testament.
- En el Càntic dels Càntics, atribuït al rei Salomó, hi ha entre altres uns versos relacionats amb la pomera: “...com un pomer entre els arbres del bosc, així és el meu amat enmig dels fills...”[41][42][43]

- Joel (profeta)[44]

### Ramsès II
Algunes versions indiquen que aquest faraó va plantar pomeres en el seu jardí del delta del Nil. Altres opinions dubten del fet.

### Grècia i Roma clàssiques
- Homer. Odissea. Cant XXIV. Odisseu marxa a casa del seu pare, Laertes, que està treballant a l'hort. L'home es troba envellit i afligit per la llarga absència del seu fill. Per ser reconegut, Odisseu li mostra la cicatriu i recorda els arbres que en la seva infància li regalà el pare. Deu pomeres, entre d'altres.[46]

- Hesíode va parlar de l'empeltat de les pomeres en la seva obra Treballs i dies.

- Safo de Lesbos.[47]

#### Als mites grecs
La pomera era un arbre important a la cultura grega, Estava associat amb l'amor i el matrimoni. Era un arbre sagrat per a Hera i per Afrodita.
El pomer apareix en diferents mites grecs:
- Matrimoni d'Hera: La deessa de la terra, Gea, va crear el primer pomer com a present de noces a Hera. Aquest arbre de la vida amb les pomes daurades es guardava al Jardí de les Hespèrides.
- Judici de Paris: Al casament de Peleu i Tetis, Eris, la deessa de la discòrdia, va llançar una poma dirigida a la més justa de les deesses. Afrodita, Hera i Atena reclamaren el premi. Zeus va redreçar la reclamació al pastor Paris, que va atorgar el premi a la deessa de l'amor Afrodita.
- Hipòmenes i Atalanta: La princesa Atalanta volia romandre verge i consagrada a la deessa Àrtemis, però, assetjada pels pretendents, va decidir que només es casaria amb aquell que la pogués vèncer en una cursa. Qui falles, seria mort pel seu pare. Un jove Hipòmenes (també conegut com a Melanion, que vol dir "el de les pomes") va demanar ajuda a Afrodita, i aquesta li va lliurar  tres pomes d'or, que el jove, quan Atalanta se li avançava, li llançava per distreure-la i així guanyar la cursa.
- Nimfa Epimèlides: És la nimfa protectora dels pomers.

### Segle XIV
- Guillem Tell[48][49][50]

### Segle XVI
- 1515-1547. Jean Quercet, secretari de Francesc I de França, tenia una gran aversió a les pomes. Si probava de resistir la seva repugnància sagnava profusament pel nas.[51]

### Seglexvii
- Isaac Newton.[52][53][54]
- 1617. Miquel Agustí. En el Llibre dels secrets d'agricultura, casa rústica i pastoril tractà de les pomeres.[55]

### Seglexviii
- John Chapman.[56][57][58]

### Seglexix
- Robert Louis Stevenson: en L'illa del tresor un barril de pomes és protagonista d'una part del relat.[59][60]
- L'any 1876, Mark Twain va publicar Les aventures de Tom Sawyer. Una de les anècdotes del llibre es basa en un cor de poma.[61]

### Segle XX
- Alan Turing es va suïcidar menjant-se una poma emmetzinada amb cianur.

## Frases llatines
Algunes frases llatines estan relacionades amb les pomes: Ab ovo ad malum, des de l'ou fins a la poma, que significa «“Des del començament fins al final». Els romans acostumaven a començar els àpats amb ous i a les postres eren freqüents les pomes.